# Symmacra hyporroda
Symmacra hyporroda är en fjärilsart som beskrevs av Louis Beethoven Prout 1938. Symmacra hyporroda ingår i släktet Symmacra och familjen mätare. Inga underarter finns listade i Catalogue of Life.